# ピーター・ドッヅ・マコーミック

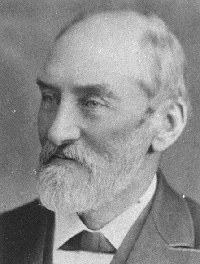
ピーター・ドッヅ・マコーミック

ピーター・ドッヅ・マコーミック（Peter Dodds McCormick, 1834年? - 1916年10月30日）は、スコットランド生まれの学校教師で、オーストラリアの国歌「アドバンス・オーストラリア・フェア」の作者。
グラスゴーに生まれ、1855年に植民地時代のシドニーに着いた。移住以前の事はよく知られていない。ニューサウスウェールズ州教育省に働き、またスコットランド長老教会、合唱イベントの運営に深く関わった。
1878年に「アドバンス・オーストラリア・フェア」を法廷助言者の仮名で創り、St. Andrew's Day（11月30日）に、シドニーの Highland Society の儀式でアンドリュー・フェアファクスによって最初に歌われた。間もなく人気を博し、改訂版が1901年のオーストラリア連邦の発足式で1万人の合唱が行われた。1907年オーストラリア政府はマコーミックにその創作活動を評し、100ポンドを授与した。
マコーミックはシドニーのロックウッド墓地に眠っている。